# Jurij Manujłow
Jurij Manujłow (ros. Юрий Мануйлов, ur. 10 czerwca 1964 w Krasnodarze) – rosyjski kolarz szosowy reprezentujący też ZSRR, brązowy medalista mistrzostw świata.

## Kariera
Największy sukces w karierze Jurij Manujłow osiągnął w 1989 roku, kiedy wspólnie z Wiktorem Klimowem, Jewhenem Zahrebelnym i Ołehem Hałkinem zdobył brązowy medal w drużynowej jeździe na czas na mistrzostwach świata w Chambéry. Był to jednak jedyny medal wywalczony przez niego na międzynarodowej imprezie tej rangi. Ponadto zwyciężył między innymi w klasyfikacji generalnej francuskiego Tour du Poitou-Charentes et de la Vienne w 1990 roku, a rok później wygrał hiszpański wyścig Cistierna-Ponferrada. Trzykrotnie zdobywał medale mistrzostw Związku Radzieckiego, w tym złoty w drużynowej jeździe na czas w 1989 roku. Nigdy nie wystąpił na igrzyskach olimpijskich.